# Edwin Alfred Hervey Alderson
Sir Edwin Alfred Hervey Alderson KCB, britanski general, * 8. april 1859, † 14. december 1927.
Med prvo svetovno vojno je bil poveljnik Kanadske ekspedicijske sile; uspelo mu je preoblikovati slabo opremljene in izurjene kanadske rekrute v prave vojake. A zaradi katastrofalnih izzidov bitk, v katerih je sodeloval, je bil prisiljen zapustiti svoj poveljniški položaj.